# Ice Pilots NWT
Ice Pilots NWT er en canadisk tv-serie der følger livet omkring flyselskabet Buffalo Airways, som opererer i Northwest Territories og i det arktiske klima omkring polarcirklen. Selskabet flyver med propelflyvere fra tiden omkring 2. verdenskrig. 
Seriens første afsnit havde premiere 18. november 2009 på den canadiske tv-station History Television. Fra 2009 til 2011 er der produceret 39 afsnit over tre sæsoner, og endnu en sæson er under produktion. I USA bliver kanalen blandt andet vist på National Geographic Channel og i Skandinavien på Canal 9.

## Flytyper
Følgende historiske flytyper bliver vist i tv-serien:
- Douglas DC-3
- Douglas DC-4
- Curtiss C-46
- Lockheed L-188 Electra
- Canadair CL-215